# Cell the Rough Butch
Cell The Rough Butch (セルザラフブッチ) は2006年に江別市で結成されたギターロックバンド。
2012年にインディーレーベルFIST/sambafree.incより全国リリース。2020年に活動休止。2024年に活動再開。

## 来歴
2006年-北海道江別市にて結成。
幾度かのメンバーチェンジをし現メンバーに。リリースツアー等全国的に活動拡大する。
2015年ボーカル登/安食を中心にバンド主催で発信型サーキットフェスMOMENTFESを開催し最大6会場開催する。
2020年活動休止を発表。
2024年SUSUKINO810にて活動再開。

## メンバー
- 登 翔一(のぼり しょういち)ボーカル、ギター担当
- 安食 浩太(あじき こうた)ギター、コーラス担当
- 徳田 祐輔(とくだ ゆうすけ)ベース、コーラス担当
- 樫村 涼輔(かしむら りょうすけ)ドラム、コーラス担当

## 作品
・LINK(2012年9月12日、FIST-26)
　1.里帰り
　2.位置について
　3.Re:Start
　4.ランス
　5.ワレカラ
　6.4つの何か
・ロンバートストリート(2016年7月20日、FIST-057)
　1.MOMENT
　2.縁-えにし-
　3.薄紅ノート
　4.夕暮れ
　5.再会の場所
　6.日々

## シングル
- 春(2010年11月16日、FIST-019)
- MOMENT(2016年6月8日、FIST-056)